# Cuiseur de riz
 (octobre 2010).
Si vous disposez d'ouvrages ou d'articles de référence ou si vous connaissez des sites web de qualité traitant du thème abordé ici, merci de compléter l'article en donnant les références utiles à sa vérifiabilité et en les liant à la section « Notes et références ».

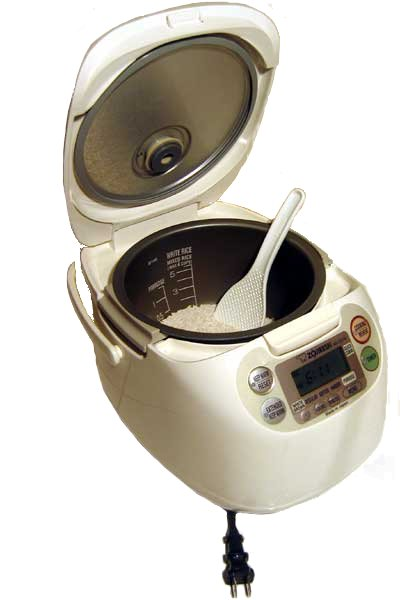
Cuiseur de riz avec spatule, avant la cuisson.

Un cuiseur de riz (cuiseur à riz, autocuiseur de riz, cocotte à riz ou rice cooker en anglais) est un appareil électroménager utilisé principalement pour la cuisson du riz, mais aussi pour la cuisson du porridge/congee, du risotto, des légumes, des pâtes, de préparations sucrées. Il existe des variantes à chauffage par induction, à vapeur ou à gaz. Elle est appelée « cocotte de riz » en Nouvelle-Calédonie et « marmite à riz » à la Réunion .
Le cuiseur de riz a fait ses débuts dans le marché en 1955. Les concepteurs de cette technique l’ont fait évoluer tout au long de l’histoire pour s’adapter aux coutumes locales. Elle s’est initialement développée au Japon, qui fut le pays pionnier de cette technique. Elle a ensuite évolué dans le sens des cultures des différents pays asiatiques en se concentrant sur des caractéristiques culturelles telles que la qualité du riz, la qualité et le budget nécessaire du produit. En Corée du Sud, le premier cuiseur de riz fût le R-601S de Kumonga (actuellement LG Electronics), apparu en 1965. Le développement de cette technique a suivi avec l’apparition d’une douzaine d’entreprises coréennes assistées par des fournisseurs japonais.

## Histoire

### Développement en Asie
Le Japon a été la première nation à développer des cuiseurs de riz électriques. Le développement de cette technique était une tâche critique qui consistait à contrôler le type de riz, la quantité d’eau, les changements de température saisonniers ainsi que la pression. La recherche a été lancée premièrement par Ibuka Masuru, l’inventeur du transistor radio de Sony, mais s’est transformé en échec total. Le premier succès a été pour Toshiba en 1955, qui a réussi à produire plus de 200’000 exemplaires ER-4 par mois.
Dans le développement des premiers cuiseurs de riz, les femmes coréennes ingénieures vont avoir un impact important dans les expérimentations et améliorations du cuiseur électrique. En effet, la clé de la réussite était principalement la calibration de la chaleur et les hommes techniciens avaient une expérience limitée dans la cuisson du riz.
Par la suite, le cuiseur de riz a continué de se développer différemment à Hong Kong et Taïwan grâce à l’arrivée de nouvelles entreprises telles que Matsushita et Hitachi. Matsushita s’installa à Hong Kong et leurs techniques consistaient à importer les cuiseurs japonais dans ces deux régions  et à modifier et améliorer ces modèles pour en créer des nouvelles versions en apportant des améliorations telles que les vitres en verre afin de pouvoir voir le riz dans le cuiseur. L’objectif était de rendre le produit plus intéressant et orienté vers la culture chinoise. Tatung s’installa à Taïwan et commença à faire des imitations des cuiseurs du Toshiba ER-4 en 1960. Cependant, les ingénieurs taïwanais ont décidé d’innover et de développer en faisant leurs propres adaptations telles que le design des valves et la marmite dans leur modèle TAC-6. Ces deux entreprises montrent l’échappement du cuiseur de riz par rapport à sa version originale japonaise.

### Histoire en Corée du Sud
L’histoire du cuiseur de riz en Corée du Sud a commencé dès l’incident nommé “le cuiseur de riz de Zojirushi”. Le Japon développant ses propres cuiseurs de riz, une partie de la population sud-coréenne organisait des voyages afin de pouvoir exporter ces cuiseurs de riz dans leurs valises. Un groupe de femmes coréennes de l’association Shimonoseki ont été attrapées par les gardes douaniers qui avaient découvert dans leurs valises “a heap of luxury garments including [...] an array of electrical appliances including a rice cooker, vacuum cleaner, and blender.”,
En 1983, plus de 13’000 cuiseurs de riz avaient été exportés en Corée du Sud par des voyageurs. L’achat de cette technique dépendait principalement de la qualité de vie et de l’économie des familles car ces objets étaient chers pour la population sud-coréenne. Dès cette année, les producteurs ont réalisé que les cuiseurs japonais avaient du succès en Corée du Sud et ont décidé d’adapter leurs produits à la culture coréenne afin de pouvoir regagner une clientèle locale. Comme décrit par David Edgerton, cette réaction est une réponse à l’histoire des techniques « centrée sur l’innovation », qui privilégie l’invention et l’innovation comme aux États-Unis.
Ce n’est que vers les années 1990 que la Corée du Sud commence à avoir ses propres fournisseurs de cuiseurs de riz et arrive à démarquer le produit par sa propre culture. Pour David Edgerton, la clé de la réussite du cuiseur de riz sud-coréen consiste en changer les configurations de la technique utilisée, dans ce cas le cuiseur japonais, au lieu de toujours vouloir innover et réinventer le produit.

### Besoin en Corée du Sud
Dans les années 1970, le mode de vie des Coréens change avec l’industrialisation et l’urbanisation. De plus en plus de Coréens vivent dans des appartements modernes où les cuisines sortent de la tradition. Il n’est plus possible de cuisiner avec du feu. La demande de cuiseurs de riz électriques qui devient indispensable augmente.
A cela s’ajoute la standardisation nationale du riz, il n’existe plus seulement une seule sorte de riz. Avec cette standardisation et le changement de mode de cuisson, le bol de riz perd de sa saveur. Certaines personnes refusent donc d’utiliser le cuiseur de riz électrique. Cependant, après rénovation des cuisines, cuisiner le riz traditionnellement devient complètement impossible.
Les cuiseurs de riz sud-coréens ne peuvent donc pas satisfaire la population mais sont indispensables. En effet, les cuiseurs de riz sont de mauvaise qualité et cassent souvent provoquant la colère des ménages. La demande de cuiseur de riz étranger ne fait donc qu’augmenter. Beaucoup de coréens achètent donc un cuiseur de riz en allant au Japon ou sur le marché noir. Cela représente un gros investissement mais nécessaire selon beaucoup de ménages. Tout cela conduit à l’incident de Zojirushi qui marque un tournant dans l’histoire du cuiseur de riz coréen.

## Innovation

### Cuiseurs de riz en Corée du Sud
L’arrivée du cuiseur électrique en Corée du Sud n’a pas été facilitée par la crise du pays entre 1950 et 1960 qui ne permettait pas à la population de s’acheter des cuiseurs des pays voisins coûtant plus cher que leurs standards. Ce n’est que qu’après le premier succès du “Economic Development Plan” de 1962 à 1966 que la population a commencé à avoir accès à l’électricité de manière stable et régulière dans leurs habitations. L’idée d’acheter un cuiseur de riz électrique pouvait dès à présent être une possibilité.
La signature de différents traités bilatéraux économiques entre la Corée du Sud et le Japon a permis d’améliorer l'économie du pays, ce qui a été fait en investissant une grande quantité de cette somme dans les industries technologiques.
Malheureusement, dû au manque de demandes de cuiseurs de riz en Corée du Sud, les entreprises sud-coréennes ont dû fermer leurs productions en 1969. La raison fut principalement le désintérêt de la population pour cette technique. Le choix d’un cuiseur de riz était un dilemme entre qualité et budget. Les cuiseurs  de riz japonais vendus au triple du prix sud-coréen, seules les classes les plus riches pouvaient se permettre ce genre d’appareils.
Dans les années 70, les entreprises japonaises ont commencé à exporter leurs infrastructures et à s'installer en Corée du Sud. En négociant avec d’autres entreprises, ils ont formé les ingénieurs sud-coréens afin de leur donner les bases nécessaires pour la fabrication des cuiseurs de riz. Différentes entreprises se sont unies telles que Daewon Electric et Naigai Electric. En 1975, Hanshin Electronic Industries a mis sur le marché des cuiseurs de riz pouvant cuisiner du riz pour 10 à 14 personnes (HS-29) ainsi que 15 à 20 personnes (HS-30). En Corée du Sud, les cuiseurs de riz ont tout de même eu moins de succès que dans les autres pays, ce qui a mené au départ de plusieurs grandes entreprises. La raison de ce départ est dû à la difficulté d’adaptation de ce produit à la culture sud-coréenne, contrairement à celle de la culture taïwanaise et hong-kongaise qui avait été un succès.

### Technique japonaise
Quand le président coréen apprit la nouvelle de l’incident de Zojirushi, il s’énerva contre l’incapacité de l’industrie Coréenne incapable de satisfaire les Coréens et ordonna que le problème soit résolu en six mois. Le projet fut donc inclus dans le programme national de recherche et développement. Durant le projet, il apparut que la plupart des problèmes de l’actuel cuiseur de riz coréens n’était pas la technique utilisée pour un fonctionnement idéale, maîtrisée par les Coréens, mais plutôt à cause des matériaux utilisés. Le projet se concentra donc sur la production d’un matériau semblable à l’innovation japonaise. Une fois cela fait, un cuiseur de riz fut construit avec le matériau développé par les coréens, et comparé avec un cuiseur de riz japonais, mais ce fut un échec complet.
Le développement s’était uniquement concentré sur le fait de recopier le cuiseur Japonais et non de l’adapter pour la consommation coréenne, en supposant que la population accepterait un bol cuit à la façon japonaise.
Un nouveau projet de recherche fut établi pour reprendre l’innovation du matériau idéal et s’acheva en 1987.

## Description
La préparation du riz est une tâche délicate qui demande un chronométrage précis. Une erreur de cuisson peut produire du riz trop dur (pas assez cuit). À l'inverse, en le cuisant par absorption (c'est-à-dire en mettant juste la bonne quantité d'eau au départ et en couvrant) il peut attacher au fond de la casserole et prendre un goût brûlé. Le cuiseur à riz évite ces inconvénients en effectuant un contrôle continu et automatique de la température et du temps de cuisson, avec le défaut d'occuper plus de place qu'une plaque de cuisinière, même une fois la cuisson terminée. Le cuiseur ne réduit pas le temps de cuisson du riz mais simplifie la tâche du cuisinier et la durée des opérations.
Un cuiseur typique est constitué d'une coque isolée contenant un corps de chauffe et un contenant amovible anti-adhésif (en téflon par exemple), souvent gradué. Les modèles d'entrée de gamme utilisent des thermostats mécaniques ou électriques simples, mais on trouve également des modèles commandés par des microcontrôleurs, permettant par exemple de programmer à l'avance l'heure à laquelle le riz devra être prêt. La plupart des modèles permettent de maintenir le riz au chaud pendant 24 heures, ce qui réduit le risque d'intoxication alimentaire causé par le Bacillus cereus si on le prépare à l'avance en notre absence.
Les cuiseurs sont souvent livrés avec un gobelet doseur et une spatule appelée shamoji (杓文字?) pour servir le riz. Il est inutile de mettre trop d'eau, mais il en faut la quantité requise. Les doseurs prégradués étant souvent conçus pour la cuisson du riz blanc, il peut être nécessaire d'adapter la quantité d'eau. Le riz brun nécessitant par exemple plus d'eau.  

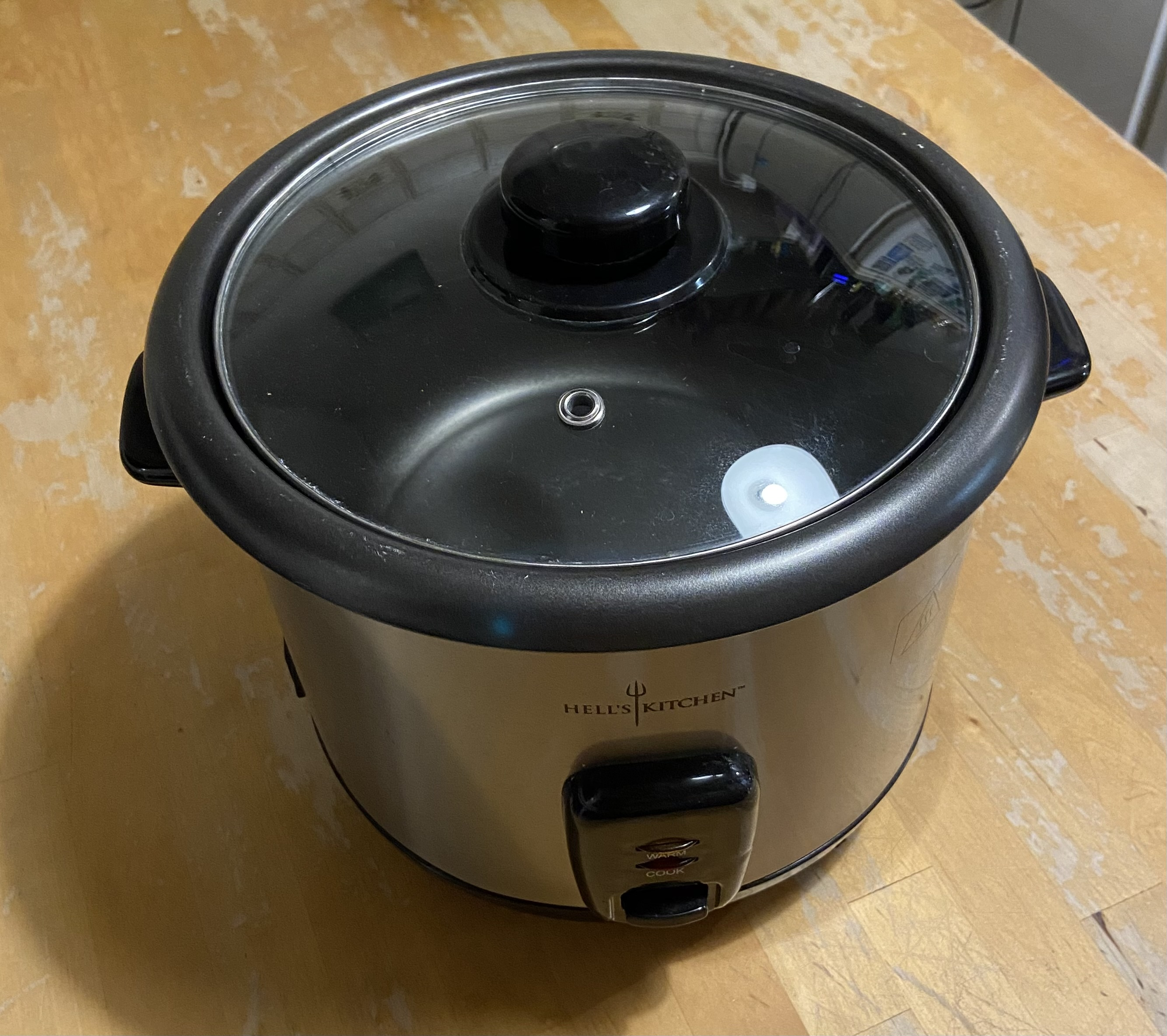
Cuiseur de riz

Les restaurants qui servent souvent du riz, comme ceux spécialisés dans la cuisine asiatique, utilisent fréquemment des cuiseurs de riz industriels qui produisent rapidement et facilement de grandes quantités de riz. Ces cuiseurs sont incontournables dans les cuisines individuelles asiatiques.
Les modèles d'entrée de gamme se trouvent pour une vingtaine d'euros, les plus luxueux montent jusqu'à plus de cent voire cinq cents euros sur le marché japonais (70 000 yens). Ils se déclinent aussi suivant leur taille, depuis une personne (trois repas par jour) jusqu'au format familial.
Il existe des modèles à température réglable pouvant cuire d'autres types de produits. Ou avec un panier pour superposer d'autres légumes et les cuire à la vapeur en même temps que le riz.

## Fonctionnement
L'appareil est équipé de deux thermostats, sauf sur les modèles simplifiés. Un thermostat principal de type magnétique à point de Curie, à palpeur en contact thermique avec le fond du récipient, armement manuel et sans réarmement automatique. Et un thermostat secondaire à bilame à réarmement automatique pour le maintien au chaud. Ce dernier est absent dans les appareils simplifiés, surtout depuis 2015 environ, où c'est une résistance série, mise en service au déclenchement du thermostat principal, qui réduit en permanence la puissance de chauffe. Cette simplification, probablement pour des raisons de coût, fait que le maintien au chaud est moins efficace que sur les appareils plus anciens à thermostat secondaire. La présence du thermostat magnétique explique pourquoi le récipient de cuisson est toujours en aluminium, métal amagnétique, même si l'enveloppe externe peut être en inox. Cette remarque ne s'applique évidemment pas aux appareils à chauffage par induction, dont la régulation se fait électroniquement.
On démarre la cuisson en appuyant sur un bouton qui enclenche (arme) le thermostat principal, l'appareil chauffe à pleine puissance. Le mélange d'eau et de riz ne peut pas dépasser la température d'ébullition de l'eau (toute énergie supplémentaire est investie dans la vaporisation de l'eau). En fin de cuisson, le riz a absorbé l'eau dont il avait besoin. Arrivé à ce point, en l'absence d'eau libre, la température commence à augmenter rapidement au-dessus de 100 °C, ce qui est détecté par le thermostat principal qui déclenche et coupe définitivement la cuisson. Ensuite le thermostat secondaire ou le chauffage réduit garde le riz à environ 65 °C jusqu'à consommation. La puissance de chauffe doit être adaptée aux quantités de riz à cuire, c'est-à-dire au volume du récipient: environ 500 W pour un cuiseur dit "1,3 Litre", nettement moins qu'un cuiseur électrique à usage général de capacité comparable où une puissance de 2000 W est fréquemment rencontrée.
Ce principe de cuisson, calqué sur les habitudes asiatiques, suppose que la quantité d'eau soit juste suffisante pour une cuisson correcte du riz, soit environ 1,5 volume d'eau par volume de riz cru sec (plus ou moins selon la consistance recherchée, la variété de riz et son âge depuis la récolte). L'appareil est mal adapté à la cuisson dans un grand excès d'eau, comme on le fait souvent en Europe.
Il existe des modèles plus complexes, raccordés à une source et à une évacuation d'eau. Ils peuvent rincer automatiquement le riz au préalable (ce qui évite de le faire à la main quand requis : c'est le cas pour certains riz et certaines recettes, pour éviter que le riz ne colle par exemple, cela enlève la couche d'amidon superficielle). Des modèles de haut de gamme à chauffage par induction et microcontrôleur existent aussi, qui peuvent gérer des modes de cuisson plus spécifiques.

## Économie
La production industrielle était de 85 millions de cuiseurs en 2005, majoritairement fabriqués en Asie (70 % en Chine).